# Gorgopótamos (rivière)
Le Gorgopótamos (grec moderne : Γοργοπόταμος ; « la rivière tumultueuse ») est une rivière dans la partie sud de la Phthiotide, en Grèce centrale, non loin de la frontière avec la Phocide. La rivière est l'hôte du poisson Ellinopygósteos (Pungitius hellenicus (en)), en danger critique d'extinction selon l'IUCN. La rivière s'appelait Dyras (Δύρας) dans l'Antiquité.

## Géographie
Le Gorgopotamos prend sa source 4 km au nord de Pávliani et à l'ouest de Koumarítsi (en) dans le massif du mont Œta, avec deux ruisseaux. La rivière coule dans une vallée boisée escarpée. Elle passe sous la ligne de chemin de fer Athènes - Thessalonique de l'OSE et traverse le village de Gorgopótamos, où elle pénètre dans les plaines. Elle se jette dans le fleuve Sperchiós près d'Ydrómilos, 5 km au sud-ouest de Lamia.

## Histoire
Le pont ferroviaire sur la rivière est célèbre pour l'un des plus grands actes de sabotage de la Seconde Guerre mondiale, « l'opération Harling ». L'opération Harling était une mission britannique. 150 partisans grecs ont fait sauter le viaduc le 25 novembre 1942, coupant les approvisionnements allemands transportés entre Athènes et Thessalonique (principalement à destination de l'Afrique). L'explosion a détruit deux des six piliers du pont. Le IV bataillon du régiment du génie ferroviaire de l'armée royale italienne a réparé le pont en 19 jours, remplaçant les piles détruites par les poutres en acier encore existantes. La zone autour du pont est maintenant un monument. L'ingénieur qui a conçu et construit le pont d'origine était un immigrant italien et un habitant de Gorgopótamos, du nom d'Agostino Tacconi, qui a fait appel à une ingénierie intelligente à l'époque, en utilisant des pièces uniques rendant le pont difficile à reconstruire en temps opportun. Les forces britanniques ont trouvé que c'était idéal, car les Allemands ne pouvaient pas le reconstruire.